# Guardamar del Segura
Guardamar del Segura es una ciudad y municipio costero de la provincia de Alicante, en la Comunidad Valenciana, España. Situado en la costa sur de la provincia, forma parte de la comarca de la Vega Baja del Segura. Su población es de 18 111 habitantes (INE 2024).
Las dunas de Guardamar son un oasis de la naturaleza junto al mar de 800 hectáreas. Playas como la de El Rebollo son una de las más famosas arenas alicantinas. En su término municipal desemboca el Segura, uno de los ríos más importantes de España. Cuenta con un puerto náutico. La localidad es también conocida por su pinar, plantado a principios del siglo XX para frenar el avance de las dunas móviles litorales que hasta el momento invadían los campos de cultivo aledaños.
El municipio alberga la torre de los Americanos, antena naval de 380 metros de altura construida por la Armada de los Estados Unidos en 1962 que es la estructura más alta de la península ibérica y la Unión Europea.

## Geografía física
El centro del casco urbano de Guardamar se encuentra a dos kilómetros al sur de la desembocadura del río Segura, que desemboca en el Mediterráneo en su término municipal. Oficial y tradicionalmente ha formado siempre parte de la comarca de la Vega Baja del Segura.

### Playas
Su término municipal cuenta con 11 km de costa, en el que se encuentran de norte a sur:
- Playa del Rebollo: situada al sur del límite con Elche y separada del resto del término por la desembocadura del Segura, es una playa mayormente nudista. Cuenta con 1.360 m de longitud y 50 de anchura de arena.
- Playa Vivers
- Playa Babilonia
- Playa Centro: Cuenta con el distintivo de bandera azul desde 1987. Cuenta con 2600 m de largo.
- Playa de La Roqueta: Cuenta con el distintivo de bandera azul desde 1987. Cuenta con 1180 m de largo.
- Playa del Moncayo: Cuenta con el distintivo de bandera azul. Cuenta con 1460 m de largo.
- Playa Camp: Cuenta con 1200 m de longitud.
- Playa de Les Ortigues: continúa por el sur con el término municipal de Torrevieja.[4]

### La pinada de Guardamar (Dunas de Guardamar)

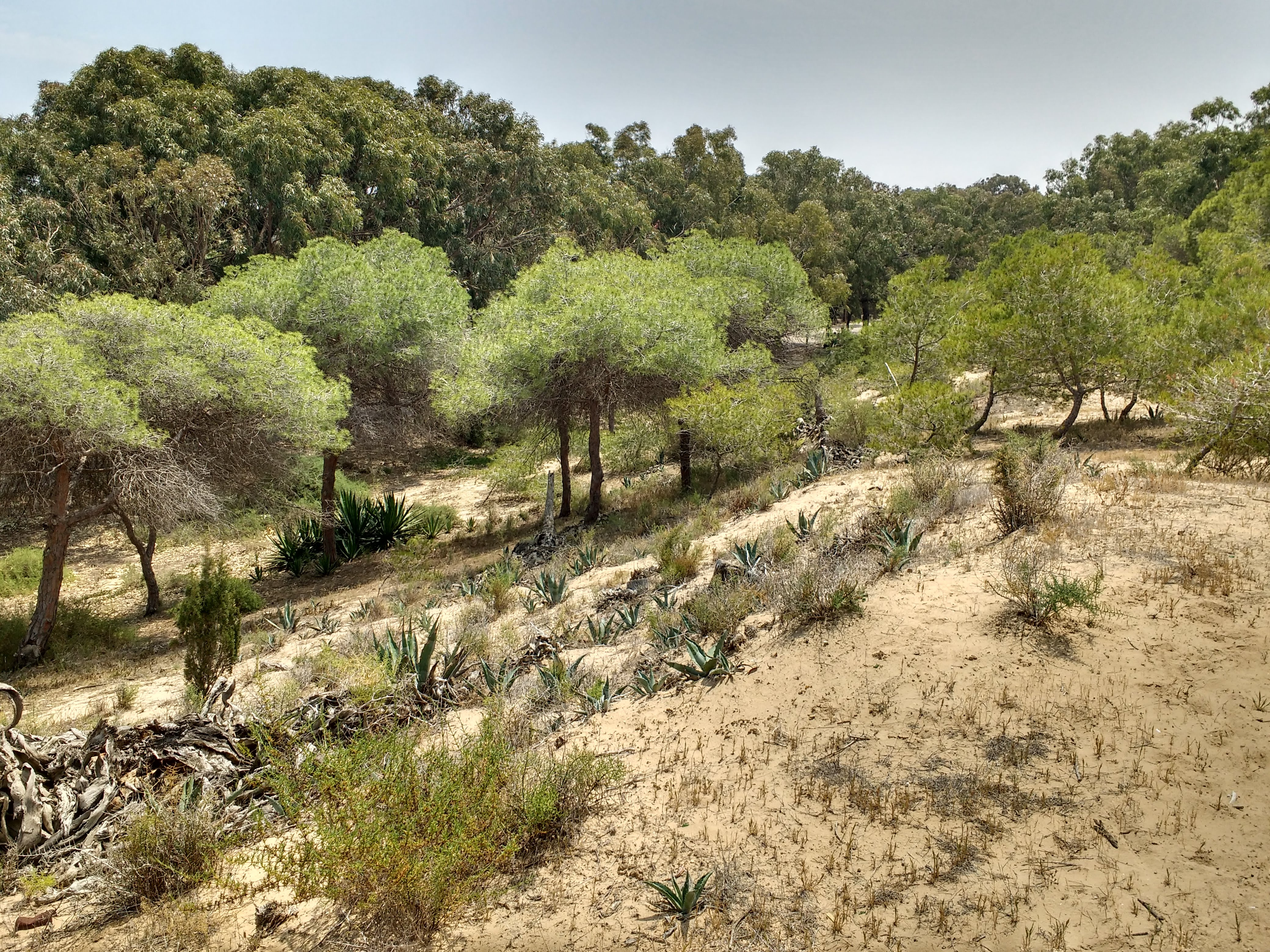
Dunas de Guardamar

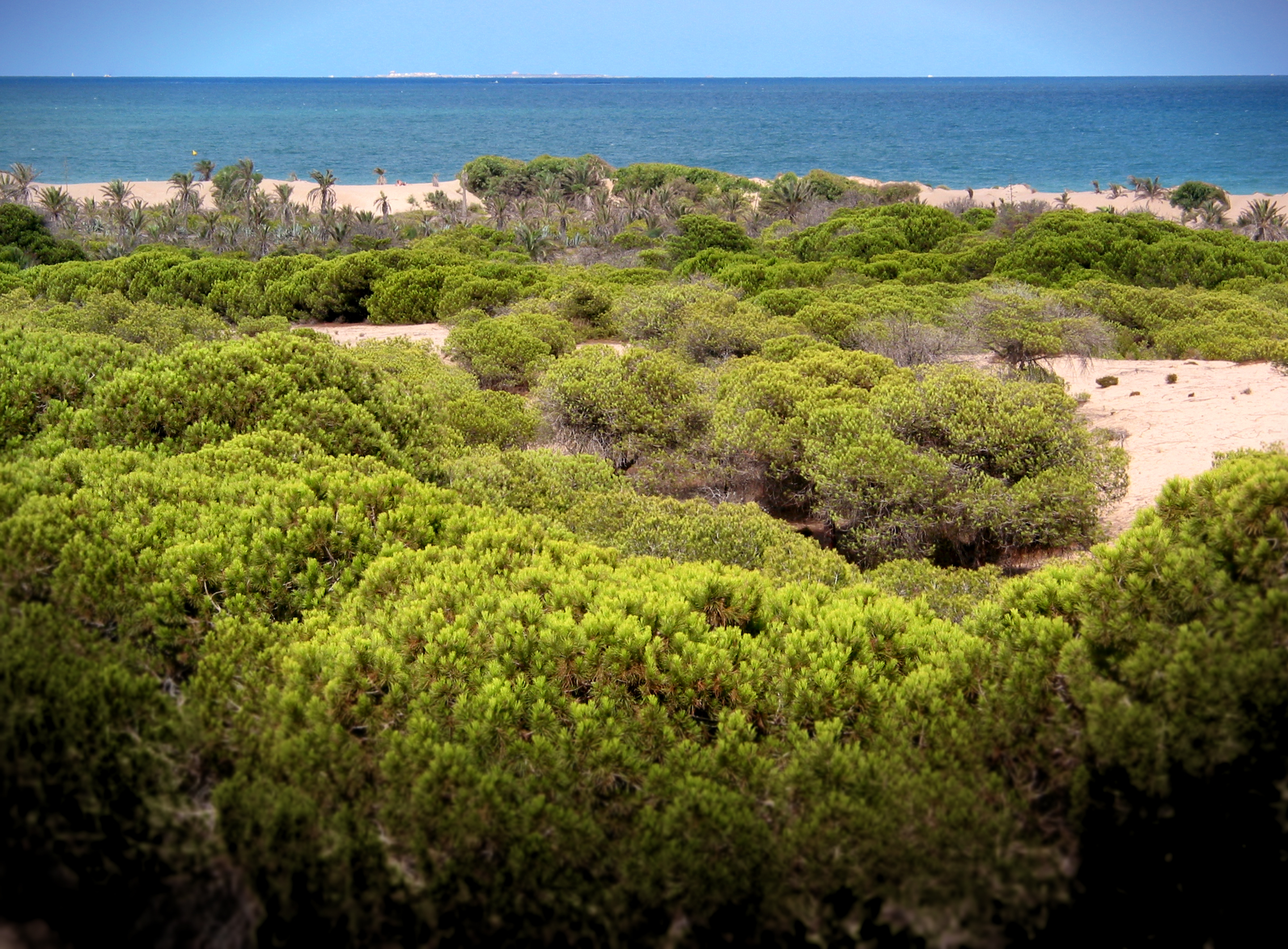
Dunas de Guardamar

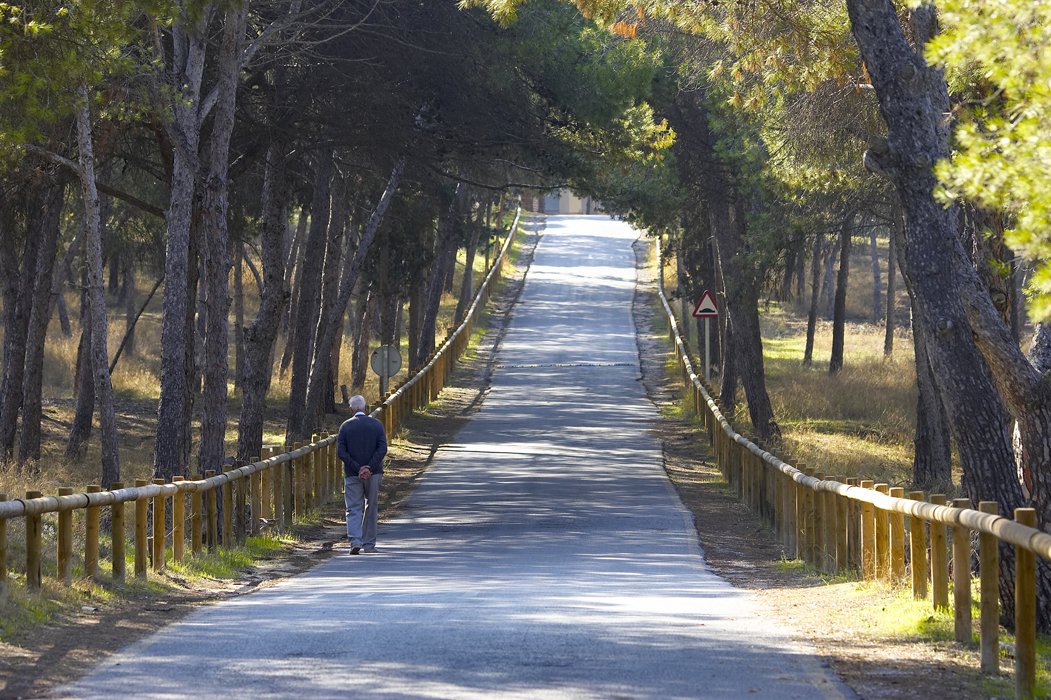
Camino a la Pinada

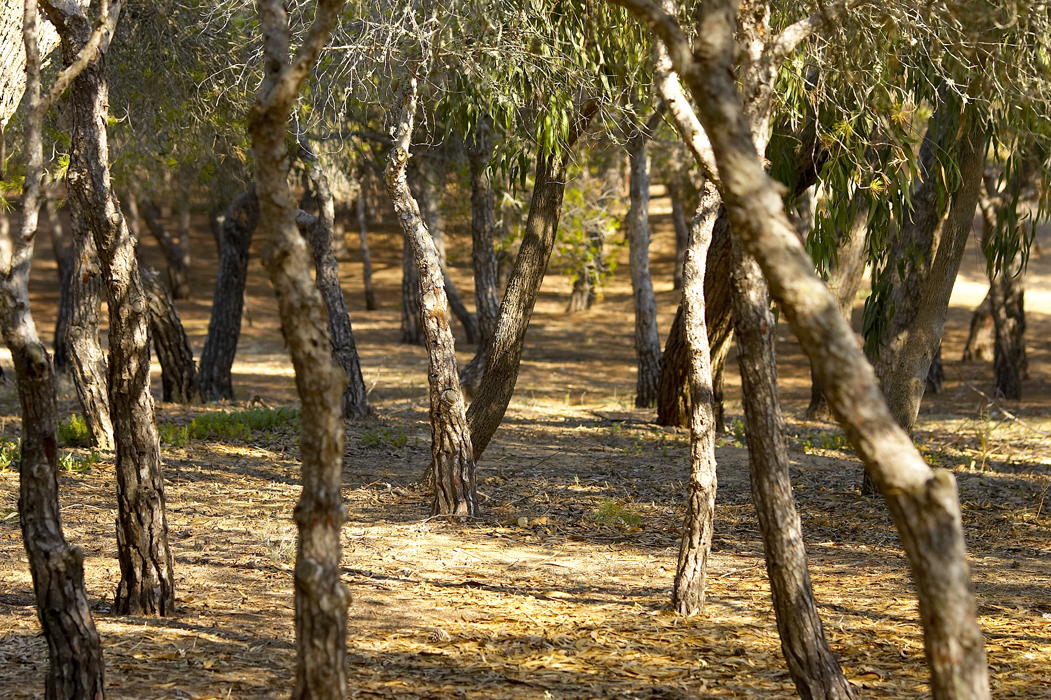
La Pinada de Guardamar

Este espacio forestal tiene 800 hectáreas de extensión y en su origen fue un conjunto de dunas de arena móviles, que fueron fijadas a través de la plantación de diversas especies vegetales como agaves, pinos piñoneros, palmeras, cipreses o eucaliptos.
En la zona siempre había existido un denso pinar, pero en el siglo XVIII fue talado para construir barcos de guerra sin ser nunca repoblada. La desertificación consecuente impide fijar los sedimentos del río Segura y la arena proveniente del mar que, arrastrados por el viento de levante, forman dunas que en 1896 comienzan a invadir la parte norte del pueblo, amenazando varias viviendas y parte de la huerta.
El 2 de diciembre de 1897 se aprobaba por Real Orden el Proyecto de Defensa y Repoblación de las Dunas de Guardamar (enlace roto disponible en Internet Archive; véase el historial, la primera versión y la última).. El ingeniero de montes Francisco Mira y Botella aborda la tarea de fijar las dunas, utilizando el llamado método Bremontier. Comienza por plantar líneas de barrón y juncos, protegiendo el espacio con brozas de pino carrasco, hasta formar empalizadas de 80 cm de alto. A medida que las arenas la van enterrando, se planta una nueva serie, hasta que se forma una contraduna de 4 metros de alto. Entonces se sustituye los cañizos por agaves, que van creciendo al compás de la duna, y se van plantando las vertientes. Con ello se logra detener la arena proveniente del mar.
Una vez logrado esto, debe repoblar las dunas entre Elche y Guardamar. En el proceso se repueblan 700 hectáreas con 600 000 pinos (principalmente pino carrasco y piñonero), 40 000 palmeras y 5000 eucaliptos. De las especies herbáceas, se plantan hierba mora, esparceta y pegamoscas, siendo esta última la que proporcionó mejores resultados. Se construyeron 8 km de caminos, 14 km de contradunas, 3 viveros, 3 casas forestales, y almacenes. En todos estos trabajos se invirtieron 647 000 pesetas, cantidad que el ingeniero creyó inferior al valor de los edificios y tierras que se salvaron.
El proceso es visitado por el director general de Agricultura, Minas y Montes en 1911 y por Alfonso XIII en 1923, lo que contribuye a divulgar el éxito de la intervención. En 1929 se finaliza el proceso dando lugar a la actual masa forestal consolidada al lado del mar. Esta pinada, dividida en dos parques denominados parque de Alfonso XIII y parque Reina Sofía, se extiende entre el centro de la ciudad y las playas de Babilonia y de los Viveros.
Uno de los legados del proceso a la villa es la fiesta del árbol en la que se realizan plantaciones en la pinada desde 1902. Originariamente reservada a escolares supervisados por el maestro del pueblo, pervive hoy en día con el respaldo del Ayuntamiento de Guardamar. Se celebra el 31 de enero de cada año

## Historia

### Orígenes

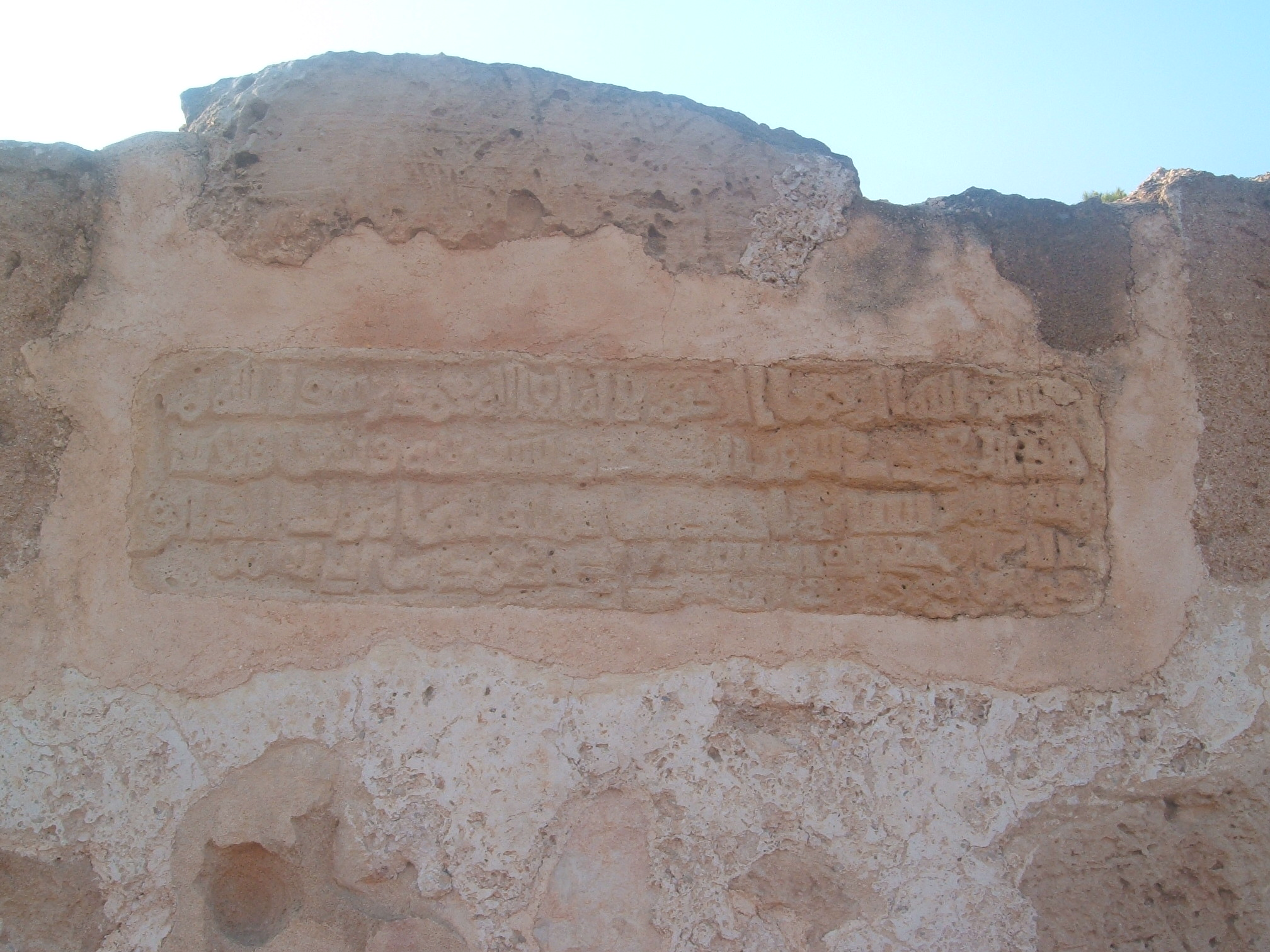
Lápida con la inscripción árabe hallada en 1897 en la rábita califal

En el término municipal de Guardamar del Segura se encuentran varios restos arqueológicos de la prehistoria e Historia Antigua, como un yacimiento (Cabezo Pequeño del Estaño) fenicio con poblado y necrópolis del s. VII a. C. y otro íbero donde se descubrió la Dama de Guardamar, llamado Cabezo Lucero. También hay indicios que permiten ubicar un posible santuario portuario en los alrededores de la desembocadura del río Segura, tal vez dedicado a la diosa fenicia Astarté, con registros documentados hasta el siglo III. a. C.
En 2021, se encontraron restos de una villa romana en la playa.
Posiblemente el nombre de Guardamar en época árabe era Almodóvar, siendo los andalusíes quienes fortificaron la población y fundaron, en el año 944, una rábita califal que es considerada una de las más antiguas de España.

### Reconquista y asimilación cristianas

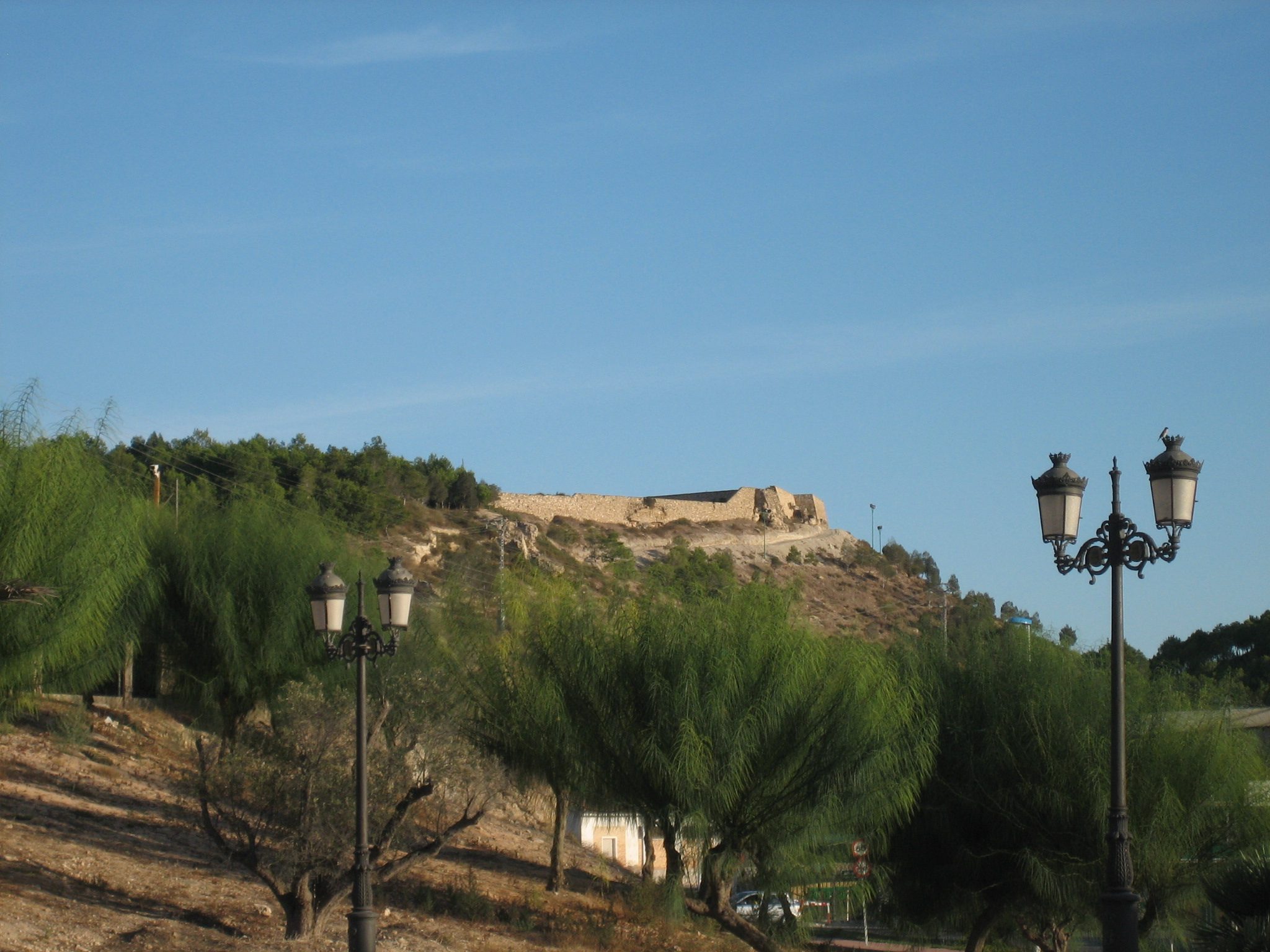
Vista desde el flanco norte del Castillo de Guardamar, del

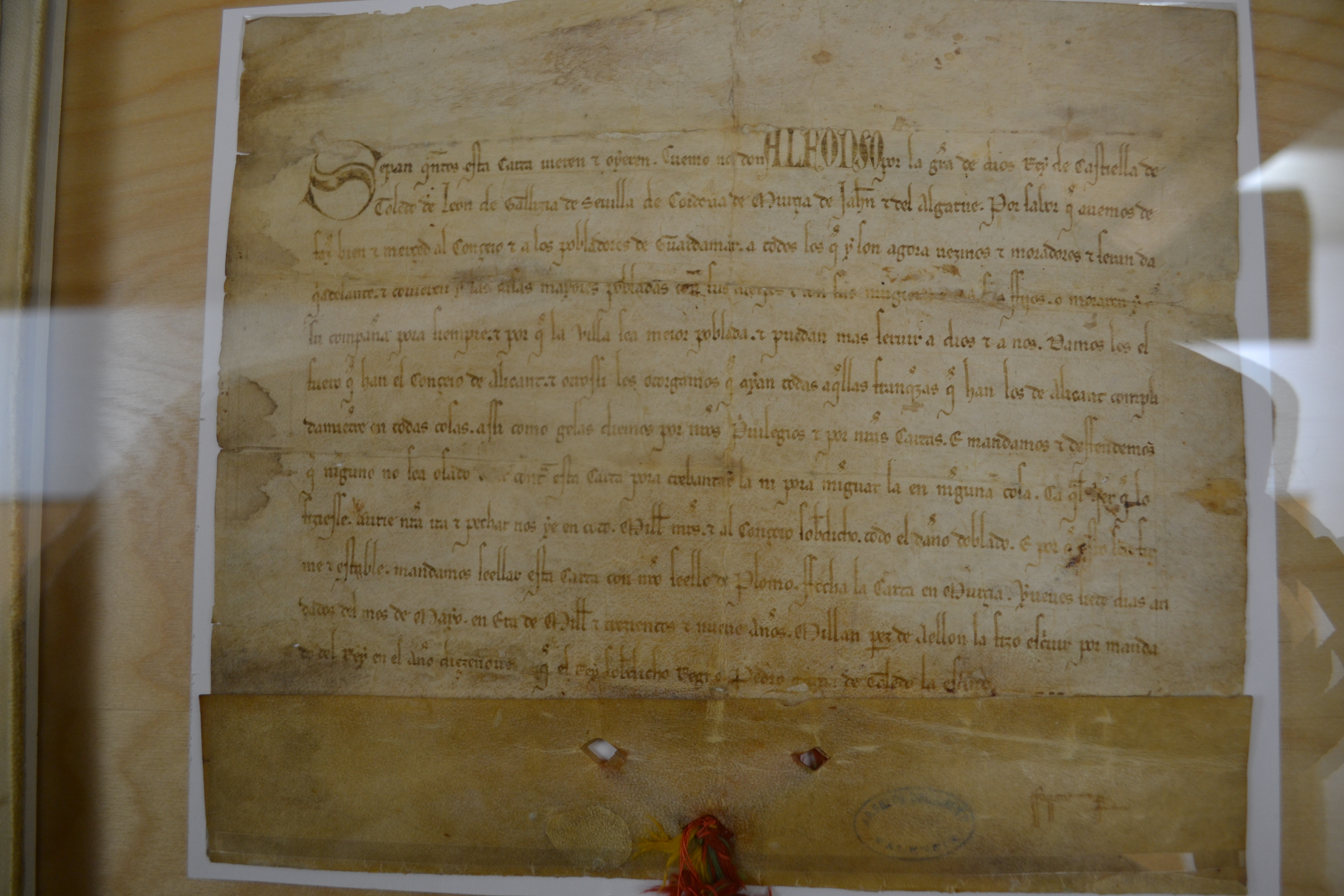
Fuero de Guardamar del Segura otorgado por Alfonso X (1271).

Hacia 1244 el infante Alfonso, futuro rey Alfonso X el Sabio, reconquistó la zona para la Corona de Castilla, manteniendo a la población musulmana. Sin embargo, una sublevación general mudéjar en el reino de Murcia en el 1264 tuvo como represalia la expulsión de los musulmanes de la población. Unos años después, hacia 1277, Alfonso X fundó la villa cristiana de Guardamar a la altura del actual castillo. El rey la creó como municipio independiente con las mismas leyes de gobierno que la ciudad de Alicante (el Fuero de Alicante). Posteriormente, en 1296 el rey Jaime II de Aragón ocupó militarmente el sur de la provincia de Alicante, y a partir de 1304, por la Sentencia arbitral de Torrellas, pasó definitivamente a la Corona de Aragón incorporándose al Reino de Valencia y organizándose políticamente dentro de la Gobernación de Orihuela. En Guardamar se mantuvo la legislación anterior y los privilegios de la Villa de Guardamar. Además, el municipio obtuvo el rango de Villa Real, es decir, era propiedad directa del rey, y estaba fuera del régimen de señorío aristocrático, por lo que tenía representación directa en las Cortes dentro del Brazo Real.

### Guardamar entre los siglosXIVyXVII

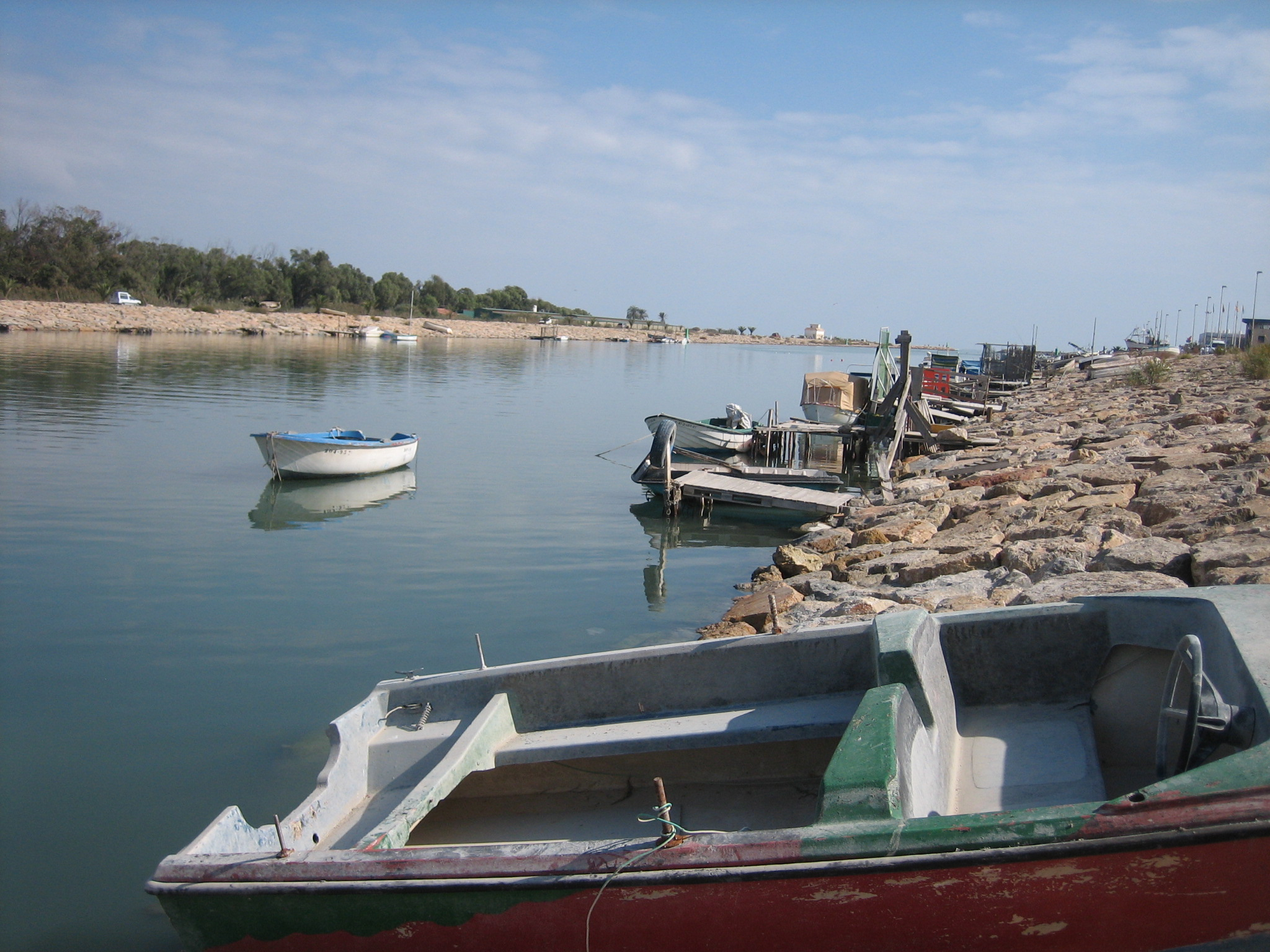
Barcos de pescadores en la desembocadura del río Segura, en la parte norte del término

En una incursión efectuada por los granadinos al frente de Rebdán o Redwan (fundador de la cercana población de Redován) en 1331, cuyo objetivo consistía en atacar Orihuela, la población fue saqueada y capturados 1 200 cautivos. Posteriormente (1358-1359), durante la Guerra de los Dos Pedros entre Castilla y Aragón, el castillo fue incendiado. En castigo por su débil oposición a las tropas castellanas, Pedro el Ceremonioso le suprimió al municipio su condición de Villa Real y su autonomía, pasando a ser desde aquel momento una aldea de Orihuela. Todas estas circunstancias creaban dificultades para mantener una población estable a lo largo del siglo XIV. Los habitantes del Guardamar medieval se dedicaban principalmente a la pesca, la explotación de la sal, y en menor medida a la agricultura, mientras que la ganadería, más importante, estaba en manos de ganaderos oriolanos. Existía también una población flotante de contrabandistas, forajidos y corsarios, que se aprovechaban de la situación marginal de la villa.
Esta situación empezó a cambiar cuando en 1400 Martín el Humano le concedió Carta Puebla la cual, unida al aumento del terreno cultivable permitió un crecimiento importante de la población. En 1558, para defender la villa de los ataques berberiscos se reforzó la muralla; en 1692, tras numerosos pleitos con Orihuela y el pago de una cuantiosa suma, Carlos II rehabilitó al municipio el título de Villa Real. Durante la Guerra de Sucesión apoyó a Felipe V de Borbón, por lo que sufrió el ataque y el saqueo de los austracistas.

### Guardamar en elsigloXVIII
El siglo XVIII fue, como el resto de la comarca, un siglo de crecimiento basado en la agricultura. El cardenal Belluga compró 13 000 atahúllas (unas 15 hectáreas) del término de Guardamar para su proyecto de las Fundaciones Pías; en 1770 se segregó del término guardamarenco el lugar de Rojales para constituirse en municipio independiente.

### Edad Contemporánea
A comienzos del siglo XIX un pequeño grupo de liberales al mando de los hermanos Bazán desembarcó y ocupó la villa, proclamando la Constitución de 1812 con la esperanza frustrada de que toda la Vega Baja se alzase contra Fernando VII.

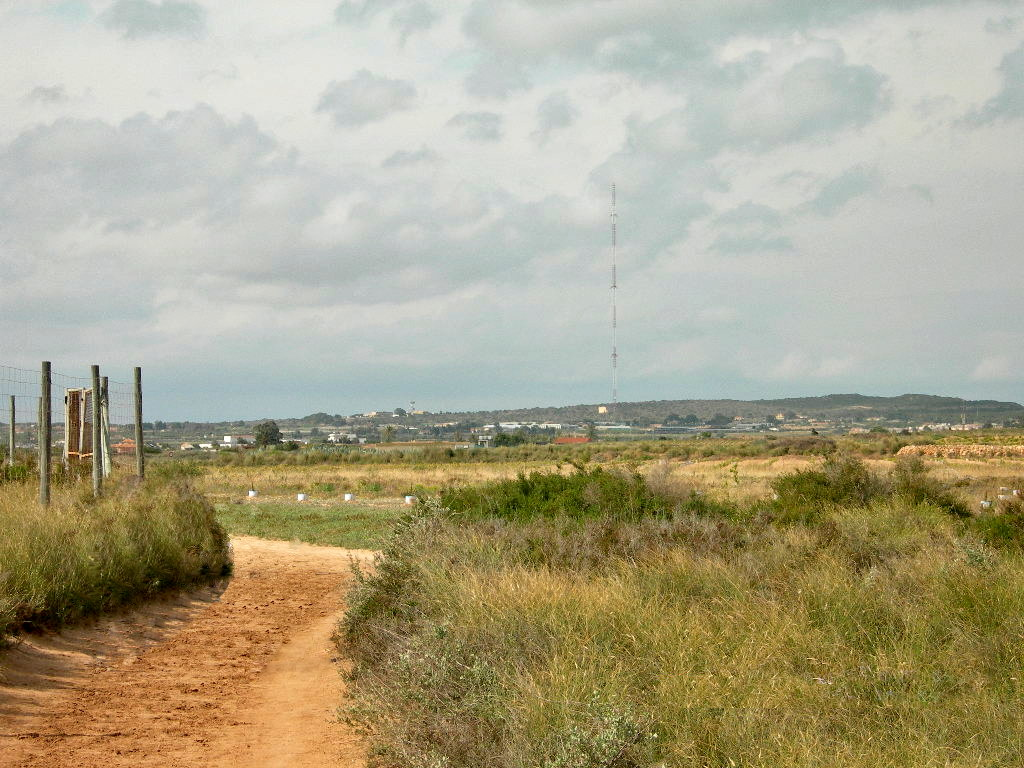
Al fondo se ve la Torreta de Guardamar, la estructura más alta de España.

En 1829 un importante terremoto causó numerosos muertos, dejó sin techo a más de tres mil personas en toda la comarca y destruyó la villa medieval, lo que obligó a la planificación de un nuevo casco urbano: el nuevo Guardamar se planificó con un criterio de urbanismo neoclásico (calles rectas y perpendiculares orientadas de norte a sur y tres plazas dispuestas simétricamente) y un diseño de viviendas con una finalidad de prevención contra los terremotos (casas bajas con patios amplios). El emplazamiento antiguo fue usado como cantera para la construcción de las nuevas viviendas.
Hasta la reforma de la nomenclatura municipal de 1916 el municipio se llamaba simplemente Guardamar. En dicha fecha su nombre fue modificado por el de Guardamar del Segura.
A principios del siglo XX se plantó el pinar de Guardamar para frenar el avance de las dunas y se volvió a ampliar la superficie de regadío del término. La década de 1950 saludó los primeros balbuceos del turismo que, con el paso de los años, se ha convertido en el principal motor de crecimiento urbano y demográfico de Guardamar.

## Geografía humana

### Demografía
Cuenta con una población de 18 111 habitantes (INE 2024).
| Gráfica de evolución demográfica de Guardamar de Segura entre 1842 y 2021 |
| |
| Población de derecho según los censos de población del INE Población de hecho según los censos de población del INEEn estos censos se denominaba Guardamar: 1842, 1857, 1860, 1877, 1887, 1897, 1900 y 1910 |

| Nacionalidad | Hombres | Mujeres | Total  | %     | Proporción |
| ------------ | ------- | ------- | ------ | ----- | ---------- |
| Española     | 5379    | 5568    | 10 947 | 67.8% |            |
| Extranjera   | 2473    | 2718    | 5191   | 32.1% |            |

### Economía

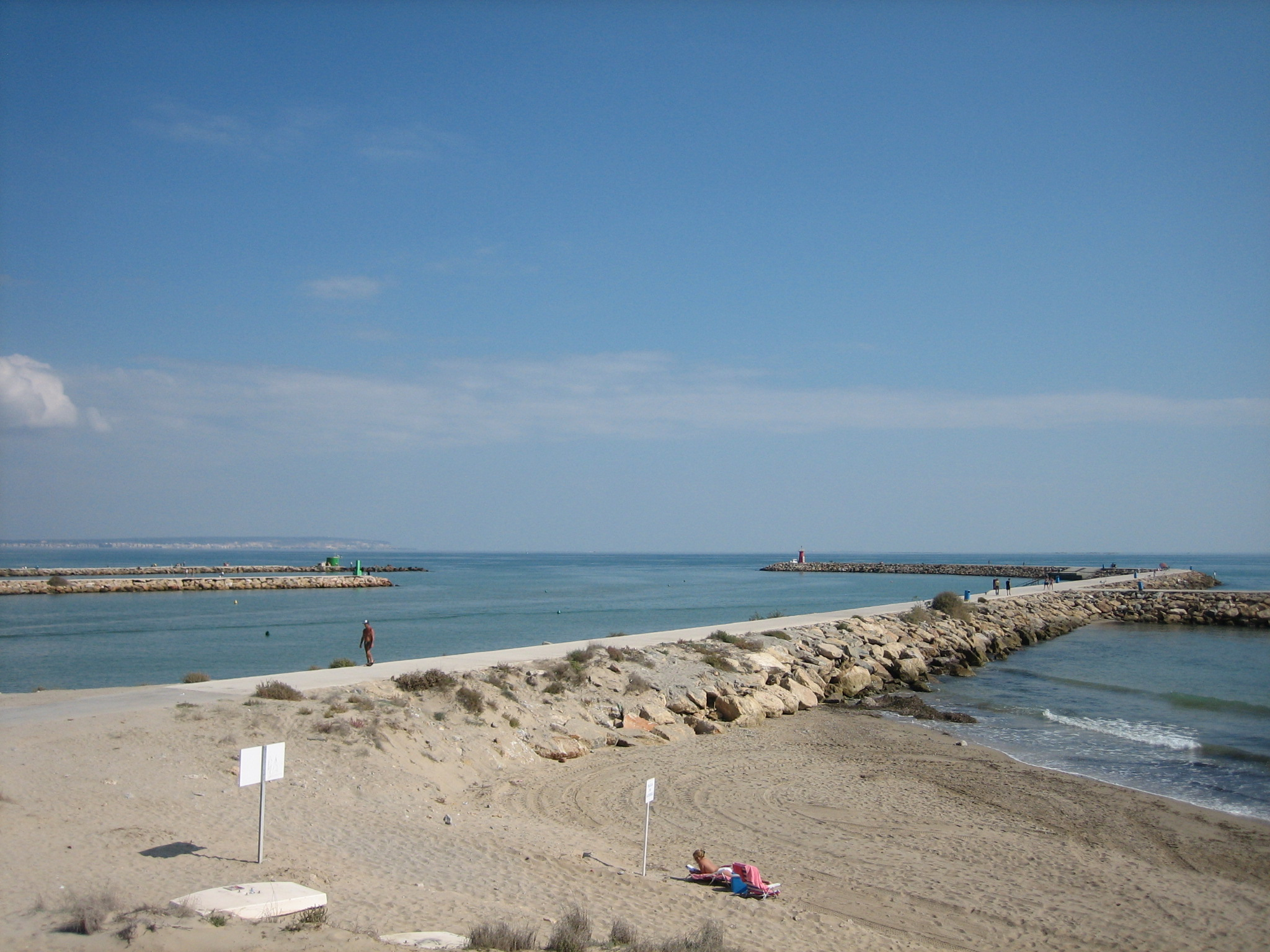
Desembocadura del río Segura en Guardamar

El turismo es el gran dinamizador de la economía local. También tienen importancia la construcción y la agricultura de regadío. El cultivo de la "ñora" es tradicional y emblemático de Guardamar, así como el del melón, el limón y la naranja. La pesca de langostinos y angulas constituía una actividad tradicional y artesanal hoy en día prácticamente desaparecida y sustituida por el cultivo en piscifactorías situado en el propio mar. En industria cabe destacar la fábrica de baterías para automóviles de Johnson Controls-VARTA AG (denominada Johnson Controls Autobaterías) situada en el norte del término.

## Administración y política
| Periodo   | Nombre                     | Partido   |
| --------- | -------------------------- | --------- |
| 1979-1983 | Manuel Senent Pérez        | UCD       |
| 1983-1987 | Manuel Aldeguer Sánchez    | PSPV-PSOE |
| 1987-1991 | Manuel Aldeguer Sánchez    | PSPV-PSOE |
| 1991-1995 | Manuel Aldeguer Sánchez    | PSPV-PSOE |
| 1995-1999 | Francisco García Gómez     | PP        |
| 1999-2003 | Francisco García Gómez     | PP        |
| 2003-2007 | María Elena Albentosa Ruso | PSPV-PSOE |
| 2007-2011 | María Elena Albentosa Ruso | PSPV-PSOE |
| 2011-2015 | Carmen Verdú García        | PP        |
| 2015-2019 | José Luis Sáez Pastor      | PSPV-PSOE |
| 2019-2023 | José Luis Sáez Pastor      | PSPV-PSOE |
| 2023-act. | José Luis Sáez Pastor      | PSPV-PSOE |

Actual distribución del Ayuntamiento
| Partidos políticos en el Ayuntamiento de Guardamar del Segura |            |
| Partido político                                              | Concejales |
| Partido Socialista del País Valenciano-PSOE (PSPV-PSOE)       | 9          |
| Partido Popular de la Comunidad Valenciana (PP)               | 6          |
| Esquerra Unida del País Valencià (IU)                         | 1          |
| Vox (Vox)                                                     | 1          |

## Educación
- CEIP Reyes Católicos: colegio público de educación infantil y primaria
- CEIP Molivent: colegio público de educación infantil y primaria.
- CEIP Dama de Guardamar: colegio público de educación infantil y primaria.
- IES Les Dunes: Centro de educación secundaria obligatoria y bachillerato.

## Patrimonio
- Ciudad portuaria fenicia La Fonteta. Instalación fenicia situada en la desembocadura del río Segura, datada en los siglos VIII al VI a. C. Tradicionalmente conocida como ciudad Alone.
- Cabezo Pequeño del Estaño. Pequeño núcleo amurallado del Hierro Antiguo de los siglos VIII y VII a. C., situado en la partida de la Rinconada.
- Yacimiento arqueológico de Cabezo Lucero. Consta de los restos de una necrópolis y de un poblado de los siglos VI a III a. C. En este yacimiento se encontró la Dama de Guardamar.
- Rábita Califal de las Dunas de Guardamar. Yacimiento arqueológico del siglo X donde se encuentra la rábida más antigua de España.
- Castillo de Guardamar. La parte superior, de origen árabe, fue destruido prácticamente en su totalidad por el terremoto de 1829. La parte inferior es de mayor tamaño y está rodeada por una muralla gótica que sufrió importantes modificaciones en el siglo XVI; en esta parte inferior se encontraba la villa hasta el terremoto, que obligó a reconstruirla en su emplazamiento actual.
- Molino de San Antonio. Sobre un molino medieval se construyó hacia 1915, el actual molino de San Antonio, en estilo historicista con ventanas neomudéjares.                                                                    Este edificio se halla en la margen derecha del río Segura, junto al último azud del río, antes de su desembocaduraMolino de San Antonio

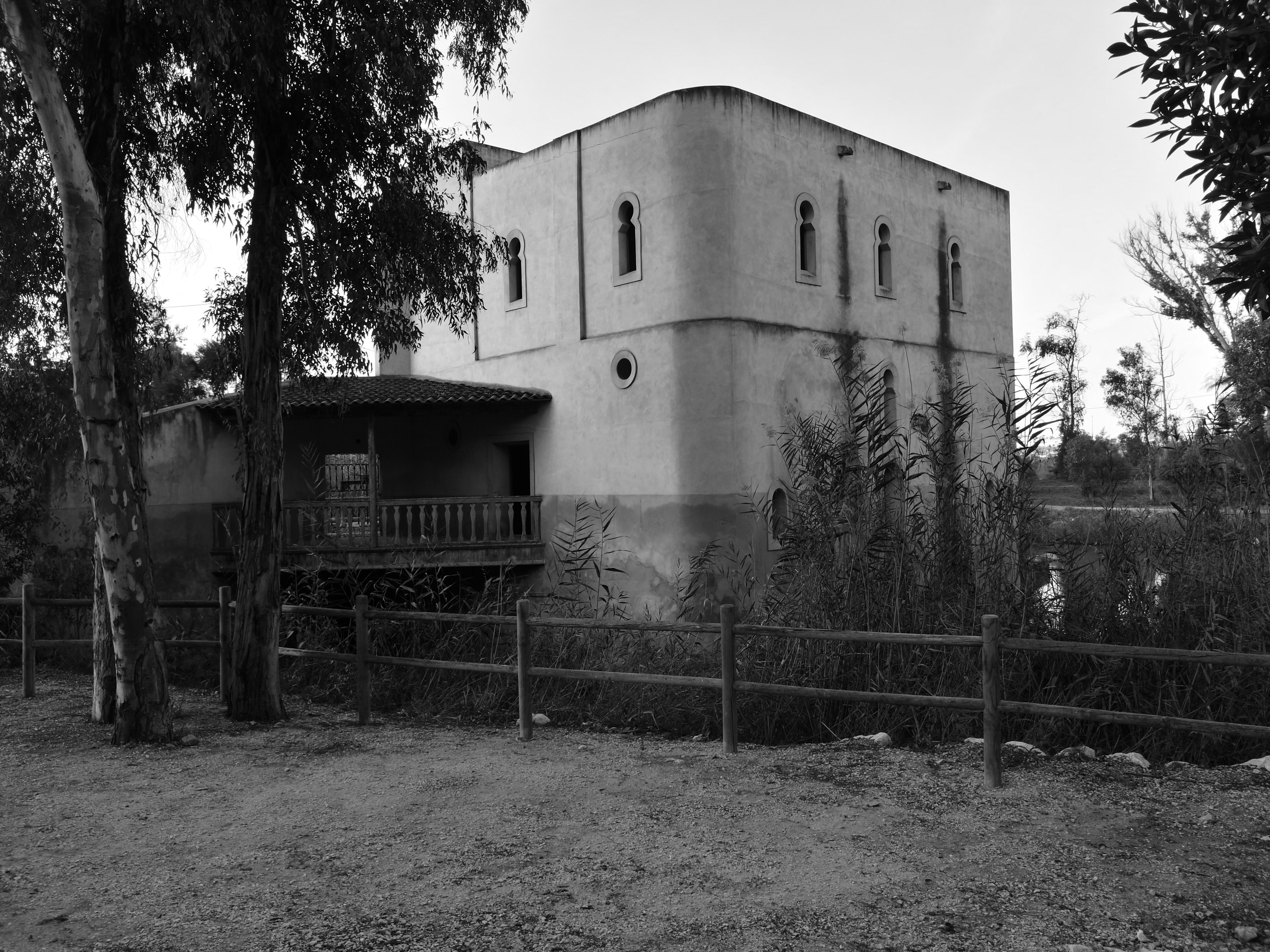
Molino de San Antonio

## Cultura
El abundante patrimonio cultural facilitó la selección de la ciudad como Capital Cultural de la Comunidad Valenciana en 2023 junto a la ciudad de Geldo, en Castellón.

### Museos
- Museo Arqueológico Municipal: Está situado en el casco antiguo y expone una colección permanente de los hallazgos de las excavaciones que se desarrollan en la zona. Destaca especialmente la Dama de Guardamar, cuyo origen se fecha en torno al siglo VI a. C.[3]
- Casa Museo Ingeniero Mira: Situada en el centro, actualmente es la oficina de turismo. Fue casa del Ingeniero Mira, impulsor y padre de lo que es un hermoso terreno arbolado. Hoy es un museo con fotografías y material utilizado para realizar dichas fotografías, a finales del s. XIX y principios del siglo XX.

### Fiestas
- Fiesta del árbol: se celebra el 31 de enero.
- Moros y Cristianos: los Moros y Cristianos de Guardamar se celebran las dos últimas semanas de julio.[3]
- Fiestas patronales: se celebran el 7 de octubre en conmemoración de la Virgen del Rosario.[3]
- Semana Santa: está formada por las cofradías de: la Oración del Huerto, Hermandad de la Flagelación, Ntro. Padre Jesús Nazareno, Ntro. Padre de la Caída, Cristo de la Buena Muerte, María Santísima del Monte, Ntra. Stma. Virgen de los Dolores, Santo Sepulcro, San Juan Evangelista, Stma. Virgen de la Soledad.

## Lengua

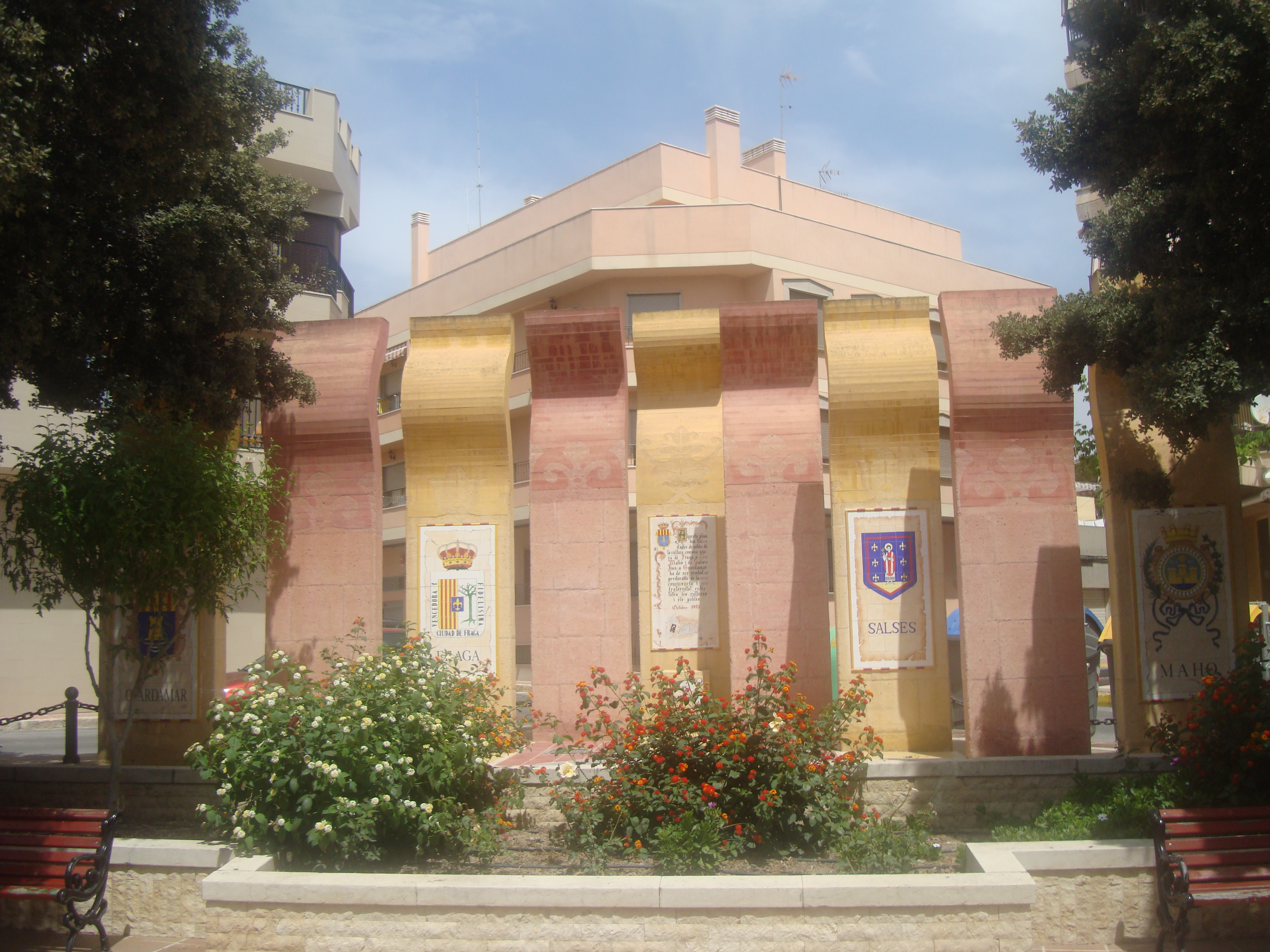
Monumento a la cultura común, en la plaza Jaime II

Es el municipio más meridional donde se habla valenciano. Esta lengua tiene rango cooficial junto al español, en el municipio, y es utilizado por tanto en la administración local.
Las características del valenciano en Guardamar son las propias del dialecto meridional, comunes a los pueblos situados al sur de la línea Biar-Busot. Además, debido a su condición de isla lingüística, el habla de Guardamar posee numerosas características propias, especialmente en el léxico, en las que es patente la influencia del dialecto murciano, hablado en el resto de la Vega Baja del Segura.
Al igual que en otras zonas de la Comunidad Valenciana, el uso del valenciano ha ido decreciendo durante todo el siglo XX. Las razones que explican este proceso son de distinta índole. Por un lado se encuentran las políticas, en concreto la prohibición del valenciano en las esferas de la vida pública durante el largo periodo de la dictadura. En este sentido, la llegada de la democracia ha permitido realizar campañas y medidas de revitalización del uso del valenciano por parte de la población local. El sistema educativo, en manos de la administración autonómica valenciana, también ha contribuido en este sentido integrando la enseñanza del valenciano en el currículum general para todo el alumnado.
Otra de las razones que han acentuado este proceso de abandono del valenciano es el hecho de que Guardamar constituye una isla lingüística rodeada de poblaciones cercanas de predominio lingüístico castellano, de los 27 municipios que componen la comarca de la Vega Baja en ninguno se habla valenciano excepto en Guardamar; es preciso resaltar que esta situación siempre tuvo una importancia limitada: A pesar de ser un núcleo valencianohablante aislado, el pueblo de Guardamar siguió utilizando el valenciano al margen del devenir político e histórico del país, desde finales del siglo XIII hasta hace unas pocas décadas; este es un fenómeno que se repite en otras zonas de la comunidad.
La razón fundamental de este cambio de tendencia en favor del castellano es el desarrollo turístico y económico de la zona, que ha multiplicado la población del municipio, atrayendo desde hace más de cuarenta años a una gran población inmigrante estable y a un número aún mayor de veraneantes procedentes de otras partes de España y del resto de Europa. Según los datos del censo de habitantes de 1991, un 41,8 % de la población de Guardamar del Segura sabía hablar valenciano y solo el 20,5 % de la población era capaz de leerlo.

## Deportes
- Baloncesto: El Club Baloncesto Guardamar se funda un 13 de mayo de 1986, actualmente es el club en activo con más años ininterrumpidos en competición de la localidad. Se inició con un solo equipo que militaba en categoría sénior. Por aquel entonces se disputaban los encuentros como local en el Colegio Público Reyes Católicos. En esas fechas no existían categorías inferiores ni escuelas municipales deportivas.
- Fútbol: El Guardamar Soccer Club de Fútbol es actualmente el único club de Guardamar del Segura. Todos los años se celebra un campus, el campus Juanma Ortiz que se celebra del 4 al 9 de julio. Actualmente juega en la Segunda FFCV (antigua primera regional), tras haber conseguido el ascenso en la temporada 22-23. Sin embargo, en la temporada 23-24, consiguieron un histórico segundo puesto, que les permitió jugar un play off de ascenso a Primera FFCV (antigua regional preferente), pero fueron eliminados por el U.D Portuarios Disarp.
- Tenis: El Club Tenis Guardamar nace en el año 1998 merced a la inquietud de algunos aficionados por organizarse y conseguir que los jóvenes de la localidad puedan competir con la licencia federativa representando a Guardamar. Otro de sus objetivos fue negociar con el Ayuntamiento el uso ventajoso, para todos los socios, de las instalaciones municipales ya que el club no dispone de ellas.